# Daan Everts
Daan Everts (Wildervank, 10 d'abril de 1941) és un diplomàtic neerlandès i cap de la missió de l'Organització del Tractat de l'Atlàntic Nord a l'Afganistan. Encapçalà la primera Missió Internacional d'Observació Electoral del referèndum sobre la independència de Catalunya de 2017.